# 18è Congrés Nacional del Partit Comunista de la Xina
El 18è Congrés Nacional del Partit Comunista de la Xina va començar el 8 de novembre de 2012 a Beijing, Xina, al Gran Saló del Poble. A causa de les restriccions de temps i de límits d'edat, set dels nou membres del Comitè Permanent del Politburó (PSC) es van retirar durant el Congrés, inclòs Hu Jintao, que va ser reemplaçat per Xi Jinping com a secretari general del Partit Comunista Xinès. El Congrés va elegir el 18è Comitè Central del Partit Comunista de la Xina i va reduir que el nombre de membres del Comitè Permanent del Politburó de nou a set.
Els set membres del PSC elegits durant el Congrés van ser Xi Jinping, Li Keqiang, Zhang Dejiang, Yu Zhengsheng, Liu Yunshan, Wang Qishan i Zhang Gaoli. Cinc d'aquests es van beneficiar dels vincles amb l'exdirigent del Partit Comunista Jiang Zemin, que va influir considerablement en la configuració del nou Comitè Permanent. Només Li Keqiang i Liu Yunshan són considerats membres de la tuanpai.

## Delegats
Uns 2.270 delegats van assistir al Congrés, provinents de 40 circumscripcions electorals. Això va suposar un augment de 57 delegats i dos electors respecte el 17è Congrés. 31 d'aquests grups electorals representen les diferents jurisdiccions Xina. Sis representaven Taiwan, l'Exèrcit Popular d'Alliberament, les organitzacions del Partit Central, els Ministeris Centrals i les Comissions, les empreses propietàries de l'Estat i els bancs centrals i les institucions financeres. Les tres delegacions restants són objecte de regions "conflictives". Hong Kong i Macau poden representar dues delegacions o una delegació o poden ser tractats com a part de la delegació de Guangdong. Altres delegacions que han estat identificades per diverses fonts inclouen la Policia Armada dels Pobles, les unitats implicades en "la gestió social", el sector públic, els treballadors en empreses privades i els treballadors en empreses estrangeres. No més del 68% dels delegats podien ocupar posicions de lideratge dins del partit. El 32% restant seria membre "de base" que ocuparia llocs de treball fora de l'aparell del partit. El nombre de dones va augmentar respecte del congrés anterior. A més d'aquests 2.270 delegats, es seleccionarà un nombre incert de delegats addicionals, principalment dirigents comunistes jubilats. Al XVII Congrés Nacional hi havia 57 delegats.

## Revisions a la Constitució del Partit
El Congrés va ratificar canvis a la Constitució del Partit Comunista de la Xina. La perspectiva científica sobre el desenvolupament de l'era Hu Jintao va ser redactada juntament amb la teoria marxista-leninista, el pensament de Mao Zedong, la teoria de la triple representativitat com a "ideologia orientadora" i actualitzada en comparació amb la inicialment escrita el 2007 que era "simple teoria ideològica". La Perspectiva científica sobre el desenvolupament es diu que va ser "l'últim producta marxista adaptat al context xinès" i el resultat de la "saviesa col·lectiva del partit".
L'afirmació "Socialisme amb característiques xineses" com a "sistema" (zhidu) va ser escrit per primera vegada a la constitució del partit així com la "construcció de la civilització ecològica" (shengtai wenming) com a objectiu principal del partit també va ser plasmat a la constitució.

## Canvis

### Comitè Permanent del Politburó
Es va especular àmpliament si Xi Jinping i Li Keqiang succeirien a Hu Jintao i Wen Jiabao com a membres del Comitè Permanent del Politburó el novembre de 2012, per prendre lloc com a President i Primer Ministre al març de 2013 durant el Congrés Nacional del Poble. Des del 2002, tots els membres del Comitè Permanent s'havien de retirar si tenien 68 anys o més en el moment d'un congrés del partit. Com a conseqüència d'aquesta norma poc pronunciada, s'esperava que tots els altres membres del comitè permanent es retiressin en el 18è Congrés. Aproximadament el 70% dels membres de la Comissió Militar Central i del Consell d'Estat es van substituir el 2012; a més, tots els membres del 17è Comitè Central nascuts abans de 1945 van renunciar a la seva elecció al Comitè Central al Congrés.
La política xinesa abans del 18è Congrés Nacional es dirigia cap a un "lideratge col·lectiu", on el líder havia de compartir poder amb el seu cercle de líders superiors del Comitè Permanent del Politburó, en particular amb el Primer Ministre. Així, en última instància, no es facilitava que ningú tingués el mateix poder aconseguit durant l'era de Mao i Deng. La pràctica de governar a través del consens dins del Comitè Permanent del Politburó es va convertir en la norma després del 16è Congrés del Partit de 2002. Durant aquest Congrés, la mida del Comitè Permanent es va incrementar de set membres a nou, afegint a Luo Gan i Li Changchun amb les carteres d'aplicació de la llei i propaganda, respectivament. Aquests canvis, però, van provocar ineficiències en el procés de presa de decisions. És per això que per tal de millorar-la, s'esperava que el 18è Congrés del Partit acabés amb un comitè meno,. de set membres. Es preveia que les carteres de propaganda i seguretat pública es reduïssin al nivell del Politburó.
A part de la selecció de Xi i Li, es va muntar una intensa especulació sobre qui més podria unir-se al comitè permanent. L'incident de Wang Lijun a principis de 2012 no van permetre que Bo Xilai, fos un candidat viable per al PSC, i es va dir que el poder de Hu Jintao sobre l'elecció dels membres s'havia vist reduït. L'especulació inicial va col·locar a Yu Zhengsheng, Zhang Dejiang, Li Yuanchao, Wang Qishan i Wang Yang en el nou comitè permanent. No obstant això, Li Yuanchao i Wang Yang, considerats l'ala liberal del partit, no van ser seleccionats. En canvi, Liu Yunshan i Zhang Gaoli es van unir al comitè permanent. Liu, ex cap del departament de propaganda, es va fer càrrec del Secretariat Central del Partit, i va ser considerat el membre més conservador del nou PSC. Zhang va ser seleccionat per la seva competència tecnocràtica. Cal assenyalar que, a part de Xi Jinping i Li Keqiang, tots els altres membres del nou comitè permanent van néixer a finals dels anys quaranta i, per tant, haurien de retirar-se en el 19è Congrés del Partit.
El nou comitè permanent es va destacar per la diversa experiència regional dels seus membres. A part de Liu Yunshan, tots els membres del nou PSC tenien una certa experiència en les posicions a nivell provincial abans d'ascendir a la màxima del poder polític. Xi havia servit a Fujian, Zhejiang i Xangai, Li Keqiang va servir a Henan i Liaoning, Zhang Dejiang va servir a Jilin, Zhejiang, Guangdong i Chongqing, Yu Zhengsheng va servir a Hubei i Xangai, Wang Qishan va servir a Guangdong, Hainan i Pequín, i Zhang Gaoli va servir a Guangdong, Shandong i Tianjin.
La 18ena Comissió Permanent del Politburó es va constituir el 15 de novembre de 2012, amb (per ordre de classificació) Xi Jinping i Li Keqiang, al capdavant provinents del 17è Comitè Central, així com:
- Zhang Dejiang (tercer viceprimer ministre i cap de partit de Chongqing)
- Yu Zhengsheng (cap del partit de Xangai)
- Liu Yunshan (Cap del Departament de Propaganda del PCX i elegit Secretari de la Secretaria Central del PCX)
- Wang Qishan (viceprimer ministre número 4 i elegit secretari de la Comissió Central d'Inspecció de Disciplina)
- Zhang Gaoli (cap del partit de Tianjin)

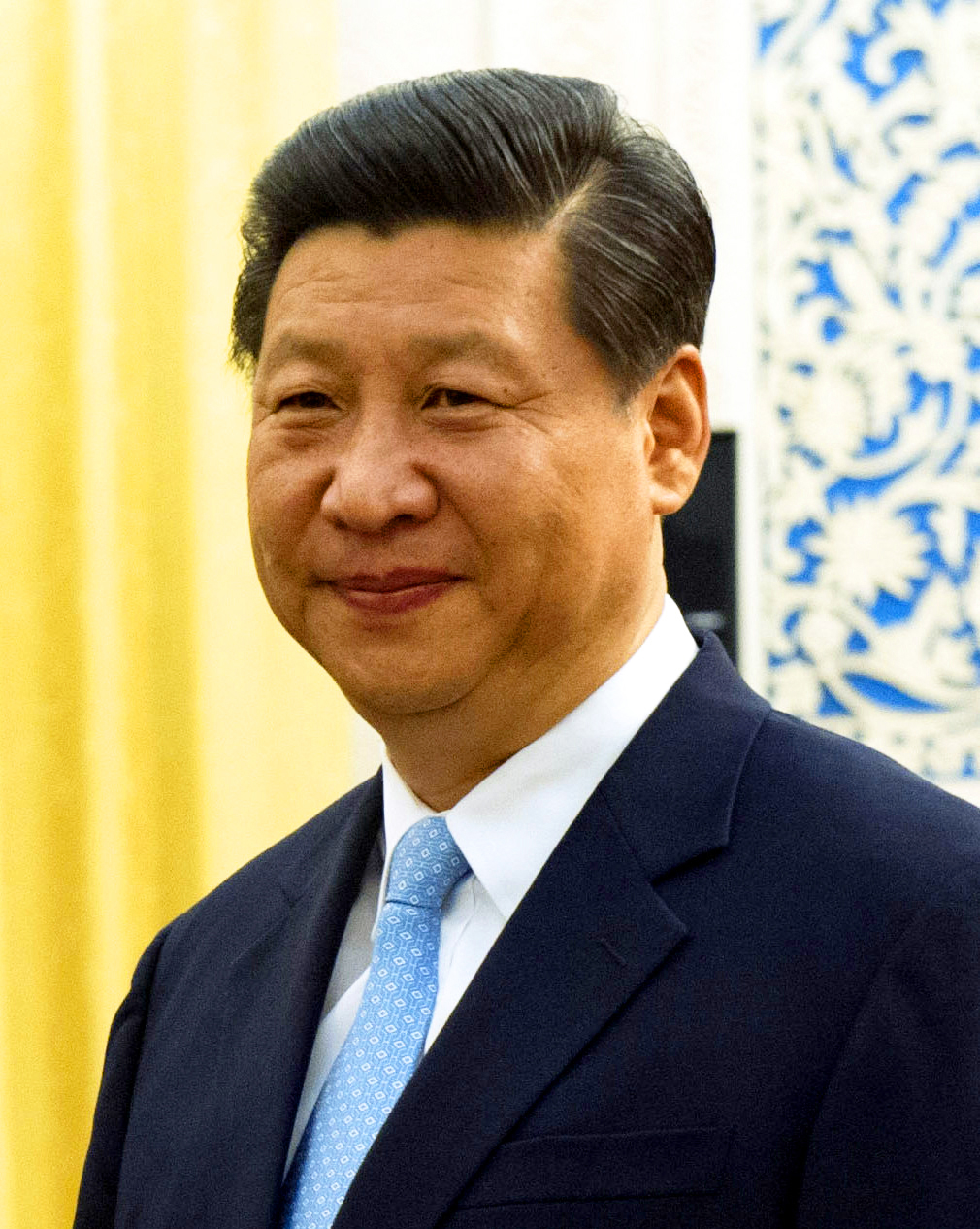
Xi Jinping
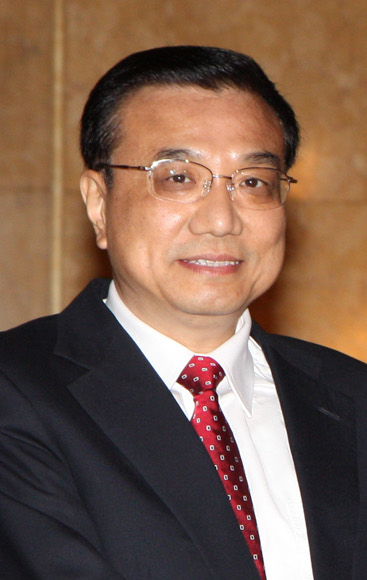
Li Keqiang
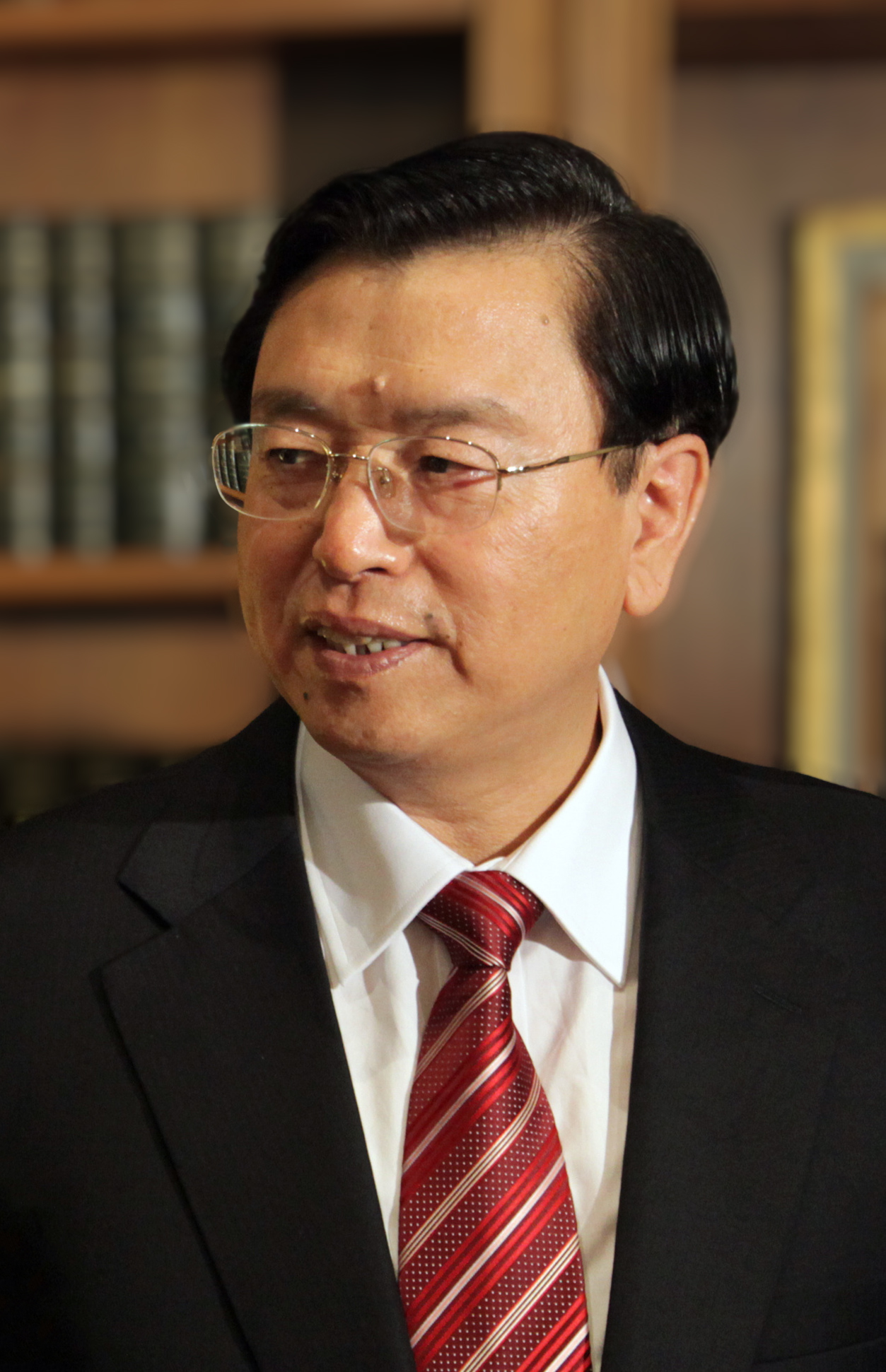
Zhang Dejiang
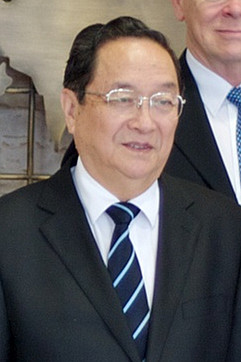
Yu Zhengsheng
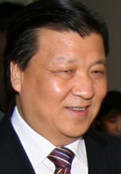
Liu Yunshan
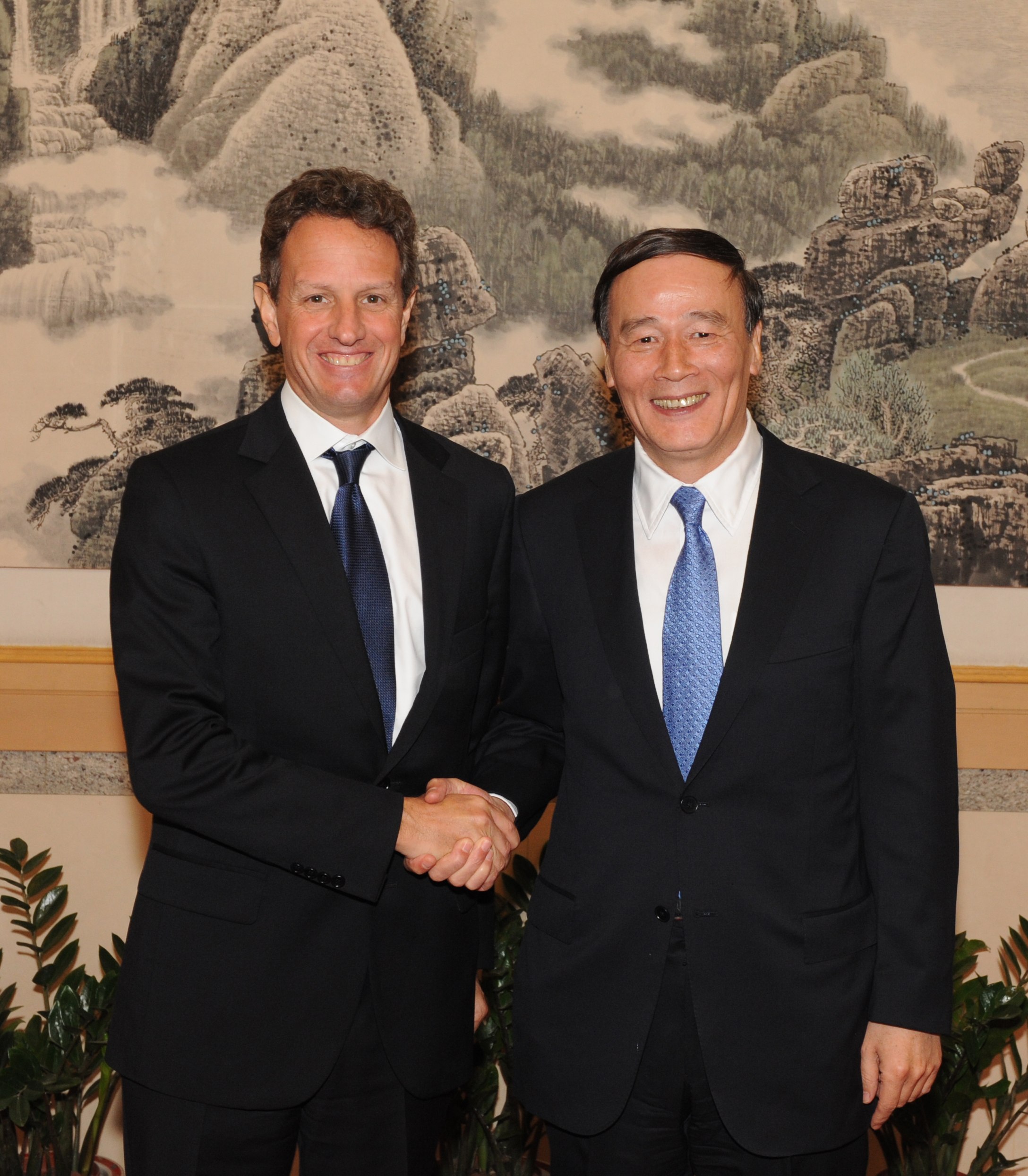
Wang Qishan
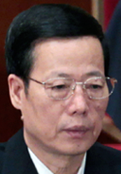
Zhang Gaoli

### Politburó
El 18è Politburó també va ser nomenat durant el Congrés. Dins del 17è Politburó, onze membres van néixer després de 1945. D'aquests, set es van nomenar al Comitè Permanent (vegeu més amunt); i els altres tres, Liu Yandong, Li Yuanchao i Wang Yang, van mantenir els seus seients al Politburó. Bo Xilai va ser suspès del Politburó abans del Congrés. Tots els 14 membres del 17è Politburó nascuts abans del 1945 van renunciar a la seva plaça al Politburó a l'haver arribat a l'edat de jubilació obligatòria de 68 anys en el moment del Congrés. Per contra, això també significava que tots els membres del 17è Politburó nascuts després de 1945 (excepte Bo Xilai) seguien com a membres del Politburó.
Atès que la majoria dels membres del 17è Politburó es van retirar al Congrés, els nouvinguts havien d'ocupar quinze escons del 18è Politburó. Algunes addicions notables al Politburó van incloure a Wang Huning, que es va convertir en el primer cap de l'Oficina Central d'Investigació de Polítiques del partit en ocupar un seient al Politburó; Li Zhanshu, ex cap del partit de Guizhou, que es va fer càrrec de la direcció general del partit; Meng Jianzhu, exministre de Seguretat Pública que va assumir la cartera de la Comissió Central d'Assumptes Jurídics i Polítics; i Hu Chunhua i Sun Zhengcai, dos funcionaris nascuts després de 1960 que van assumir importants llocs de lideratge regional a Guangdong i Chongqing, respectivament, després del Congrés.
- Xi Jinping, secretari general del Partit Comunista, president de la Comissió Militar Central, president de la República Popular de la Xina, primer membre del Comitè Permanent del Politburó
- Ma Kai, vicepresident
- Wang Qishan, membre del 6è lloc del Comitè Permanent del Politburó, secretari de la Comissió Central per a la Inspecció de la Disciplina
- Wang Huning, director de l'Oficina de Recerca en Polítiques del Comitè Central del PCX
- Liu Yunshan, membre del 5è lloc del Comitè Permanent del Politburó, Secretari superior de la Secretaria Central del PCX, President de la Comissió Central d'Orientació per a la Construcció de la Civilització Espiritual, President de l'Escola Central del Partit
- Liu Yandong, vicepresident
- Liu Qibao, Secretària de la Secretaria Central del PCX, Cap del Departament de Propaganda de PCX
- Xu Qiliang, vicepresident de la Comissió Militar Central
- Sun Chunlan, cap del partit de Tianjin (fins al 2014); cap del PCX United Front Work Department
- Sun Zhengcai, cap del partit de Chongqing (expulsat el 2017)
- Li Keqiang, membre de segon lloc del Comitè Permanent del Politburó, Primer Ministre de la República Popular de la Xina
- Li Jianguo, vicepresident i secretari general del Congrés Nacional Popular
- Li Yuanchao, vicepresident de la República Popular de la Xina
- Wang Yang, vicepresident
- Zhang Chunxian, cap del partit de Xinjiang (fins al 2016)
- Zhang Gaoli, membre del 7è lloc del Comitè Permanent del Politburó, Primer Viceprimer
- Zhang Dejiang, membre de 3r lloc del Comitè Permanent del Politburó, president del Comitè Permanent del Congrés Nacional del Poble
- Fan Changlong, vicepresident de la Comissió Militar Central
- Meng Jianzhu, cap de la Comissió Central de Política i Dret del Partit Comunista de la Xina
- Zhao Leji, secretari de la Secretaria Central del PCX, cap del Departament d'Organització de PCX
- Hu Chunhua, cap del partit de Guangdong
- Yu Zhengsheng, membre número 4 del Comitè Permanent del Politburó i president de la Conferència Consultiva Política del Poble Xinès
- Li Zhanshu, secretari de la Secretaria Central del PCX, cap de l'Oficina General del Partit Comunista de la Xina
- Guo Jinlong, cap del partit de Beijing (fins al 2017); Vicepresident de la Comissió Central d'Orientació sobre la construcció de la civilització espiritual
- Han Zheng, cap del partit de Xangai

Van abandonar el Politburó:
- Bo Xilai va ser expulsat del Politburó abans del 18è Congrés Nacional a causa de l'incident de Wang Lijun
- Wang Gang, vicepresident del comitè nacional de CPPCC
- Wang Lequan, secretari adjunt de la Comissió d'Afers Polítics i Legislatius
- Wang Zhaoguo, vicepresident del Congrés Nacional Popular, president de la Federació de Sindicats d'All-China
- Hui Liangyu, segon viceprimer ministre
- Liu Qi, cap del partit de Pequín, cap del comitè organitzador dels Jocs Olímpics de Pequín
- Li Changchun, president de la Comissió Central d'Orientació per a la construcció de la civilització espiritual
- Wu Bangguo, president del Comitè Permanent del Congrés Nacional del Poble
- Zhou Yongkang, secretari de la Comissió d'Afers Polítics i Legislatius
- Hu Jintao, secretari general del PCX, president de la RPC, president de la Comissió Militar Central
- He Guoqiang, secretari de la Comissió Central per a la Inspecció de la Disciplina
- Jia Qinglin, presidenta del Comitè Nacional de la Conferència Consultiva Política del Poble Xinès
- Xu Caihou, vicepresident de la Comissió Militar Central
- Guo Boxiong, vicepresident de la Comissió Militar Central
- Wen Jiabao, primer ministre del Consell d'Estat

### Secretariat
La secretaria, principalment supervisora dels assumptes del partit i que actua com a braç executiu del Comitè Central, va estar dirigida pel membre del PSC, Liu Yunshan, que també va ocupar el càrrec de presidència de l'Escola Central del Partit. Liu Qibao, Zhao Leji i Li Zhanshu van obtenir llocs a la Secretaria, tal com es preveia als caps de Propaganda, Organització i Oficina General. Zhao Hongzhu va succeir al lloc de He Yong a la secretaria com a secretari adjunt de la Comissió Central per a la Inspecció de la Disciplina. Partint de la composició anterior del cos, Du Qinglin, cap del departament del Front Unit, que no va ocupar cap altre càrrec en aquella època, vas ascendir a la Secretaria. De la mateixa manera, Yang Jing, mongol i antic president de Mongòlia Interior, que anava a ser nomenat secretari general del Consell d'Estat, va obtenir un seient a la Secretaria.
1. Liu Yunshan
2. Liu Qibao
3. Zhao Leji
4. Li Zhanshu
5. Du Qinglin
6. Zhao Hongzhu
7. Yang Jing

### Comissió Militar Central
- President - Xi Jinping (també secretari general del PCX)
- Vicepresident - General Fan Changlong, antic comandant de la Regió Militar de Jinan
- Vicepresident - General Xu Qiliang, antic comandant de la Força Aèria de l'Exèrcit

Membres
- General Chang Wanquan, ministre de Defensa Nacional
- General Zhang Youxia, director del Departament d'Armament General de la l'Exèrcit
- General Fang Fenghui, director del departament de personal general de la l'Exèrcit
- General Zhang Yang, director del departament polític general de la l'Exèrcit
- General Zhao Keshi, director del Departament de Logística General de la l'Exèrcit
- General Ma Xiaotian, comandant de la Força Aèria del l'Exèrcit
- General Wei Fenghe, comandant del Segon Cos d'Artilleria[6]
- L'almirall Wu Shengli, comandant de la Marina de la l'Exèrcit